# Svensk Magisk Cirkel
Svensk Magisk Cirkel, SMC, är Sveriges riksorganisation för trolleri, med säte i Stockholm. Organisationen har cirka 350 medlemmar i landet, samt några i utlandet. Den skapades 1946 av den tidens mest berömda illusionister.
SMC arrangerar varje år det svenska mästerskapet i trolleri. SMC ger även ut tidningen Trollkarlen.